# Narcisse Faucon
Pour les articles homonymes, voir Faucon (homonymie).
Narcisse Alexandre Faucon (né le 25 novembre 1857 à Sotteville-lès-Rouen et mort le 13 novembre 1926 à Marnoz) est un journaliste français.

## Biographie
Né en Normandie, Narcisse Faucon fut en Algérie rédacteur en chef de L'Écho d'Oran, de L'indépendant de Constantine et du Journal général de l'Algérie et de la Tunisie.
Il publia également un ouvrage intitulé Le livre d'or de l'Algérie, sorte de « Who's Who » de l'Algérie officielle de l'époque, ainsi qu'un ouvrage en deux tomes sur la Tunisie avant et depuis l'occupation française.
En 1898, il épouse à Paris Marie Marguerite Berger.
Dans les années 1920, il se retire dans le Jura à Marnoz. Il y meurt le 13 novembre 1926.

## Publications sélectives
- Le livre d'or de l'Algérie : histoire politique, militaire, administrative, événements et faits principaux, biographie des hommes ayant marqué dans l'armée, les sciences, les lettres, etc., de 1830 à 1889, Challamel & Cie, Paris, 1889 (lire en ligne sur Gallica).
- La Tunisie avant et depuis l'occupation française : histoire et colonisation (préfacier : Jules Ferry), 2 tomes, Augustin Challamel, Éditeur, Paris, 1893 (lire en ligne (Tome I) sur Internet Archive ; lire en ligne (Tome II) sur Internet Archive).